# Watertoren (Olst)
De watertoren in Olst is ontworpen door architecten P.J. de Gruyter en C. Poederoyen. De toren is gebouwd in 1962.
De toren heeft een hoogte van 41,55 meter en had één waterreservoir met een inhoud van 900 m³.
Het gebouw diende als klokkentoren van de dichtbijgelegen rooms-katholieke kerk. 
In 2004 heeft watermaatschappij Vitens uit Zwolle de watertoren verkocht voor 32 duizend euro. In de zomer van 2006 is men een verbouwing gestart in de toren. In de toren zijn vijf appartementen gerealiseerd met elk twee woonlagen. De kerkklokken in de toren en het kruis bovenop werden in 2016 verwijderd.
Op de toren is een reliëf aangebracht met de tekst WATER·ZAL·TE·VOORSCHYN·KOMEN·ZODAT·HET·VOLK·KAN·DRINKEN, naar Exodus 17:6.

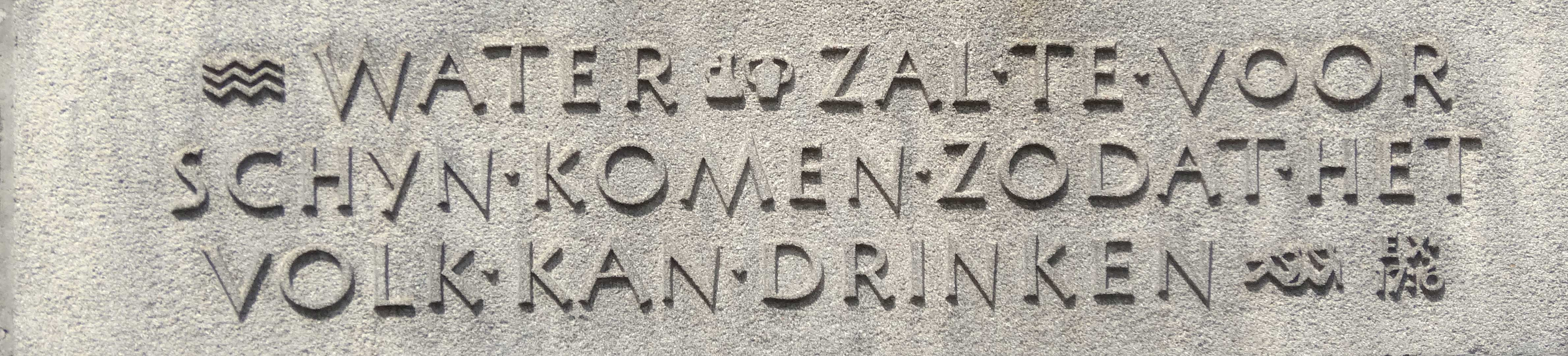
Tekst op de voormalige watertoren

Almelo
(Oude ·
Spinnerij ·
Sluiskade ·
Reggestraat) ·
Borne ·
Daarle ·
Delden ·
Deventer ·
Enschede
(Hoog & Droog ·
Janninktoren ·
Menkotoren) · 
Goor ·
Hengelo
(Oude ·
Stork, 1902 ·
Stork, 1917) ·
Kuinre ·
De Lichtmis · 
Lutten ·
Nijverdal
(Oude ·
Nieuwe) ·
Oldenzaal ·
Olst ·
Ootmarsum ·
Raalte · 
Sint Jansklooster ·
Steenwijk ·
Steenwijkerwold ·
Vriezenveen · 
Zwolle